# Nicole Le Garrec
Nicole Le Garrec   (Plogastel-Saint-Germain, maig 1942) és una cineasta i directora de cinema francesa. És coneguda per haver dirigit Plogoff, des pierres contre des fusils, estrenada el 1980, després en una versió restaurada el febrer de 2020.
Viu amb el seu marit Félix Le Garrec, fotògraf i cineasta, a Plonéour-Lanvern.

## Biografia

### Els seus inicis
Va néixer en una família de pagesos a Plogastel-Saint-Germain, on la llengua habitual és el bretó. Als 18 anys va obtenir el batxillerat literari i no va continuar els estudis. Després de treballar amb el seu marit fotògraf a la seva botiga de Plonéour-Lanvern, les dues van decidir abandonar l'ofici per embarcar-se en una nova aventura professional: escoltar les paraules dels que els envoltaven, artesans, pagesos, mariners-pescadors..., i testimonien la seva vida quotidiana, en imatges i so, amb reportatges fotogràfics, projeccions de diapositives, pel·lícules. Una carrera que seguiran a Bretanya, però que també els portarà a Vietnam, Mali i fins i tot Romania.

### Presentacions de diapositives
El 1970 va fundar, amb el cineasta René Vautier i el fotògraf Félix Le Garrec, la UPCB, la Unité de production cinématographique Bretagne. Va treballar com a guionista a Avoir vingt ans dans les Aurès (1972), i va codirigir amb René Vautier La Folle de Toujane (1974) i Quand tu disais Valéry (1975). Amb Félix Le Garrec (i llur societat Bretagne Films), va dirigir els diaporames : Le Remembrement (Centre-Bretagne, 1972), La langue bretonne (1974) ; Les ardoisiers de Commana, C'est pas vrai que j'ai 80 ans (a Pontanézen, Brest, amb la sociòloga Simone Pennec), i els documentals: Les enfants dauphins, La chapelle de Languivoa, La porte du Danube (rodada a Romania), Pierre-Jakez Hélias l'émerveilleur, La Galoche, Plogoff, des pierres contre des fusils.

### Plogoff, des pierres contre des fusils
La pel·lícula Plogoff, des pierres contre des fusils, dirigida el 1980 sobre el moviment d'oposició al projecte de la central nuclear a Plogoff va marcar la seva carrera
Nicole i Félix Le Garrec van primer a Plogoff per participar en les manifestacions antinuclears. Molt ràpidament, estan convençuts que l'aixecament dels habitants d'aquest petit poble prop de Pointe du Raz, totes les generacions reunides, però encapçalada per dones, és excepcional. Perceben que hi ha un testimoni essencial a preservar, sobretot perquè totes les cadenes de televisió franceses destaquen per la seva absència.
El seu documental es beneficiarà d'una distribució als cinemes, poc freqüent a principis dels anys vuitanta, i sobretot, troba el seu públic, més enllà de les expectatives de Le Garrec.
Avui, la polèmica nuclear segueix sent rellevant. Nicole i Félix Le Garrec són convocats regularment per a les projeccions-debats.
La pel·lícula es va rodar l'any 1980. Restaurada el 2019 a partir de l'escaneig del negatiu original, va ser seleccionada per a Cannes Classics, la secció dedicada a les pel·lícules patrimonials del 72è Festival Internacional de Cinema de Canes. Arriba als cinemes el 12 de febrer de 2020. És una pel·lícula que marca la vida de Nicole i Félix Le Garrec: és demandada per acompanyar totes les lluites socials. “És una pel·lícula de totes les lluites”, observa el director. A Cahiers du cinema, Paola Raiman la descriu un "document històric increïble", "una pel·lícula d'una intel·ligència sensible capaç de plasmar la vida quotidiana emancipada per la revolta, en particular la de les dones, molt mobilitzades."

### Llibres
El 2000, Nicole i Félix Le Garrec publicaren el llibre Le siècle des Bigoudènes va reunir fotos en blanc i negre del Pays Bigouden dels anys seixanta, records de l'època en què regentava una botiga de fotògrafs a Plonéour-Lanvern. Els textos d'aquesta obra bilingüe francès/bretó van ser escrits per Nicole Le Garrec (edició Blanc Silex, prefaci de Jean Failler).

### Vivre et lutter pour des images
El 2011, Nicole i Félix Le Garrec publicaren Vivre et lutter pour des images, una caixa resseguint, en dues col·leccions (dues vegades 140 pàgines), el seu viatge com a fotògrafs-cineastes, des dels seus inicis a la seva botiga de fotografia de Plonéour-Lanvern, fins a l'aventura de Plogoff, des pierres contre des fusils. Un treball a quatre mans: les fotos són de Félix Le Garrec, els textos de Nicole Le Garrec (Edicions Coop Breizh).

### Témoins silencieux en baie d'Audierne
El 2017, Nicole i Félix Le Garrec publicaren un tercer llibre de fotos: Témoins silencieux en baie d'Audierne, per Éditions Vivre tout simplement. Félix porta gairebé seixanta anys fotografiant la badia d'Audierne i les seves platges de Plovan i Tréguennec. Les seves imatges ofereixen un viatge a través dels anys d'aquest lloc salvatge i màgic.

## Distincions
A proposta d'Annick Le Loch, Nicole Le Garrec va rebre la medalla de la Legió d'Honor l’abril de 2014. Va ser Louis Le Pensec qui li va donar. Una distinció per "ampliar una carrera rica en imatges i trobades"

## Diaporames
- 1972 : Le Remembrement (realitzat a Centre-Bretagne)
- 1974 : La Langue bretonne
- Les Ardoisiers de Commana
- C'est pas vrai que j'ai 80 ans (a Pontanézen, Brest)

## Filmografia
- 1972 : guió de Avoir vingt ans dans les Aurès de René Vautier
- 1974 : codirigida amb René Vautier de La Folle de Toujane
- 1975 : codirigida amb René Vautier de Quand tu disais Valéry
- 1977 : Diwan, sobre les escoles Diwan
- 1978 : Mazoutés aujourd'hui sobre la marea negra de l'Amoco Cadiz
- 1979 : Languivoa
- 1979 : codirigida amb Félix Le Garrec, Le Santik Du
- 1980 : Plogoff, des pierres contre des fusils, restaurada el 2019.
- 1987 : La Galoche, amb Pol Turner
- 1990 : Les Enfants Dauphins
- 1993 : La Porte du Danube
- 1995 : Pierre-Jakez Hélias, l'émerveilleur